# Cantone di Amiens-1 (Ovest)
Il Cantone di Amiens-1 (Ovest) era una divisione amministrativa dell'arrondissement di Amiens.
È stato soppresso a seguito della riforma complessiva dei cantoni del 2014, che è entrata in vigore con le elezioni dipartimentali del 2015.
Comprendeva parte della città di Amiens e i comuni di:
- Dreuil-lès-Amiens
- Saveuse